# Ale Möller
Ale Arild Staffan Möller, ursprungligen Arild Staffan Möller, född 26 mars 1955 i Stävie församling i Malmöhus län, är en svensk kompositör och musiker (multiinstrumentalist).  

## Biografi
Möller började i ungdomen som elgitarrist och fick sitt första musikerjobb som 15-åring i en uppsättning av Tolvskillingsoperan i regi av Peter Oskarson. Han bytte senare fokus till en karriär som trumpetare i tradjazzgruppen Jazzådé (som bland annat spelade på Folkfesterna i Malmö i mitten av 1970-talet) och därefter i Kabaréorkestern, men har blivit mest känd som folkmusiker. Han deltog i Tältprojektet och spelade sedan med Filarfolket, varefter han lärde sig spela bouzouki i Grekland, där han i tre år spelade i Neo minores orkester som ofta gästades och dirigerades av den kände kompositören Mikis Theodorakis. Bouzoukin fortsatte att vara ett av Möllers favoritinstrument, även sedan han mestadels övergått till spelmansmusik av mer eller mindre traditionellt nordiskt snitt, ibland med kraftiga inslag av världsmusik. I början på 90-talet började dock bouzoukin mer och mer ersättas av olika typer av oktavmandola, där den mest nämnvärda är låtmandolan som han utvecklade tillsammans med instrumentbyggaren Christer Ådin. 
Vid uppsättningen av teaterpjäsen Den stora vreden hade Ale Möller det övergripande ansvaret för musiken och orkestern, vilken resulterade i bandet Hedningarna. Han var också tillsammans med Jonas Knutsson kapellmästare för Stockholm Folk Big Band, som senare ledde till Ale Möller band.
Ale Möller har hittills medverkat på ett hundratal skivinspelningar, antingen i eget namn eller som medlem i olika konstellationer; Filarfolket var en av de första. Ale Möllers egen orkester – Ale Möller Band – skivdebuterade 2004 med den Grammis-belönade cd:n Bodjal. Uppföljaren Djef Djel släpptes våren 2007. Möller ingår även i ett antal andra musikgrupper, bland annat gruppen Frifot, där han samarbetar med sångerskan och violinisten Lena Willemark samt violinisten och säckpipespelaren Per Gudmundson. Även Frifots cd Sluring belönades med en Grammis 2005. Samarbetet med den skotske spelmannen Aly Bain har också resulterat i två cd-skivor, Fully Rigged och Beyond The Stacks.
År 2007 var Ale Möller "Artist in Residence" vid både Gävle och Vara konserthus. Han är sedan 2010 gästprofessor vid Musikhögskolan Ingesund.
De musikinstrument Ale Möller trakterar är mandola, skalmeja, härjedalspipa, sälgpipa, low whistle, traversflöjt, lur, kohorn, luta, flygelhorn, harpa, stråkharpa, hackbräde, althorn, mandolin, bouzouki, mungiga, munspel, dragspel, cittra och slagverk.

## Diskografi i urval
- 1981 – Grekisk-svensk musik — Neo Minore
- 1984 – Dragspelsmusik från Uppsalaslätten — Ale Möllers lyckliga enmansorkester
- 1986 – Bouzoukispelman
- 1987 – Rammeslåtten — med Gunnar Stubseid
- 1988 – Kompassmusik vol. 1 — Ale Möllers lyckliga enmansorkester
- 1990 – Härjedalspipan — med Mats Berglund, Greger Brändström och Lasse Sörlin
- 1994 – Enteli — Enteli
- 1994 – Nordan — med Lena Willemark
- 1994 – Vind — med Sten Källman och Thomas Ringdahl
- 1995 – Sagan om ringen — Enteli
- 1996 – Hästen och tranan
- 1996 – Agram — med Lena Willemark
- 1997 – Live — Enteli
- 1997 – Reisaren — med Gunnar Stubseid
- 1999 – Latitudes Crossing — Stockholm Folk Big Band
- 2000 – Krokodilfiolen — Stockholm Folk Big Band
- 2001 – Fully Rigged — med Aly Bain
- 2004 – Bodjal — Ale Möller Band
- 2007 – Beyond the Stacks — med Aly Bain
- 2007 – Djef Djel — Ale Möller Band

Med Frifot
- 1991 – Frifot — utgivet som "Möller, Willemark & Gudmundson"
- 1993 – Musique des vallées Scandinave — ett Frifot-projekt i Frankrike med även hardangerspelmannen Gunnar Stubseid och sångerskan Kirsten Bråten Berg
- 1996 – Järven
- 1999 – Frifot
- 2003 – Sluring
- 2007 – Flyt

Med Filarfolket
- 1980 – Birfilarmusik från Malmö
- 1982 – Utan tvekan
- 1983 – Hönsafötter och gulerötter
- 1985 – Live
- 1988 – Smuggel
- 1990 – Filarfolket 1980-1990
- 1993 – Vintervals

Med andra
- 1977 – Sjömansvisor — Mikael Wiehe och Kabaréorkestern
- 1978 – Två Vindar — Thomas Wiehe
- 1978 – Mixed Media — Mixed Media
- 1979 – To Axion Esti — Mikis Theodorakis och Collegium Musicum
- 1979 – Elden är lös — Mikael Wiehe och Kabaréorkestern
- 2005 – Jul i folkton — med Lena Willemark, Sofia Karlsson med flera
- 2009 – Jul i folkton live
- 2011 – Jul i folkton: i solvändets tid (live 2010)

## Priser och utmärkelser
- 1986 – Svenska Fonogrampriset för Bouzoukispelman
- 1990 – Mikis Theodorakis-stiftelsens stipendium
- 1991 – SKAP-stipendium
- 1994 – Grammis för Nordan (med Lena Willemark)
- 1996 – Jan Johansson-stipendiet
- 1996 – SAMI-stipendium
- 1997 – Johnny Bode-stipendiet
- 1998 – LRF:s litteraturpris
- 2000 – Stockholms stads hederspris
- 2003 – Sydsvenska Dagbladets kulturpris
- 2004 – Grammis för Sluring (med Frifot)
- 2005 – Grammis för Bodjal (med Ale Möller Band)
- 2005 – Manifest-priset för Bodjal (med Ale Möller Band)
- 2006 – Svenska Event Akademins Narren-pris
- 2009 – H.M. Konungens medalj, 8:e storleken i högblått band
- 2009 – Teskedsorden
- 2013 – Ledamot av Kungliga Musikaliska Akademien
- 2013 – Manifest-priset för Agram (med Ale Möller Band)
- 2014 – Per Ganneviks stipendium
- 2014 –Sir George Martin Music Award
- 2018 – Legitimerad legend